# Тикере
Тикере е гейзер в Нова Зеландия, намиращ се на изток от гейзера Похуту.
Там се намира единственият горещ водопад в южното полукълбо. Наричат го Вратата към ада. Температурата му е около 38 градуса по Целзий.
Легендата разказва, че във врящото езеро се е самоубила най-красивата принцеса на маорите.